# Lookin' for a Good Time
Lookin' for a Good Time är den svenske rockartisten Tomas Ledins åttonde studioalbum, utgivet på skivbolaget Polar Music 1980. 
Skivan var Ledins första engelskspråkiga album sedan debuten med 1972 års Restless Mind. Den var också hans första för skivbolaget Polar Music, sedan han lämnat Polydor. Ledin hade även tagit över producentrollen från Leif Carlquist.
Som första singel från skivan utgavs Not Bad at All (1979), vilken nådde en tiondeplats på singellistan. Denna följdes av Just nu! som nådde förstaplatsen på singellistan och även tog sig in på Svensktoppen 1980. Låten översattes och spelades in på engelska med titeln "Right Now!", vilken är den version som finns med på Lookin' for a Good Time. Den engelska versionen nådde inga listframgångar i Sverige. Den tredje och sista singeln från albumet var Open Up!, vilken nådde en elfteplats på singellistan. 
Ledin vann Melodifestivalen 1980 med den svenskspråkiga versionen av "Just nu". Det var hans femte försök att vinna tävlingen.

## Låtlista
Alla låtar är skrivna av Tomas Ledin.

### LP
A
1. "Lookin' for a Good Time" – 6:00
2. "A Little Love" – 3:30
3. "Open Up!" – 3:45
4. "Something's Missing" – 3:30
5. "Right Now!" – 3:45

B
1. "Not Bad at All" – 3:45
2. "The Sun's Shinin' in the Middle of the Night" – 3:30
3. "Just Another Fool" – 4:15
4. "We Are the Rock'n' Roll Brothers" – 3:45
5. "What Are You Waiting For" – 5:35

## Medverkande
- Lasse Anderson – kör
- Benny Andersson – keyboards
- Ola Brunkert – trummor
- Anders Eljas – keyboards
- Agnetha Fältskog – kör
- Wlodek Gulgowski – keyboards
- Rutger Gunnarsson – bas, kör, stråkarrangemang
- Jan Kling – valthorn
- Tomas Ledin – producent, kör, gitarr
- Per Lindvall – trummor
- Anni-Frid Lyngstad – kör
- Leif Mases – tekniker
- Glen Myerscough – valthorn
- Mikael Rickfors – kör
- Mats Ronander – gitarr, kör, munspel
- Åke Sundqvist – trummor, marimba, slagverk
- Michael B. Tretow – medproducent till "Not Bad at All"
- Lasse Wellander – gitarr

## Listplaceringar
| Lista (1980) | Topplacering |
| ------------ | ------------ |
| Sverige      | 14           |

### Fotnoter
1. 1 2  ”Lookin' for a Good Time”. Discogs.com. http://www.discogs.com/Tomas-Ledin-Lookin-For-A-Good-Time/release/933068. Läst 15 januari 2013.
2. 1 2 3  ”Tomas Ledin”. Svensk mediedatabas. http://smdb.kb.se/catalog/search?q=Tomas+Ledin&x=0&y=0. Läst 15 januari 2013.
3. ↑  ”Svensktoppen 1980”. Sveriges Radio. http://sverigesradio.se/diverse/appdata/isidor/files/2023/3478.txt. Läst 15 januari 2013.
4. ↑  ”Melodifestivalen 1980”. Sveriges Television. https://www.svt.se/melodifestivalen/melodifestivalen-1980?. Läst 15 januari 2013.
5. ↑  Placeringar på den svenska albumlistan